# Каддойські мови

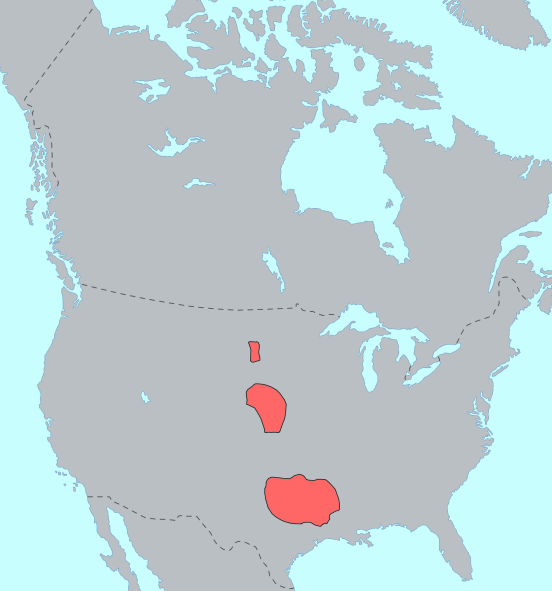
Розповсюдження мов родини кеддо на мапі Північної Америки до початку контактів з європейцями

Каддойська (каддо, кеддо, каддоанська, кеддоанська) мовна сім'я (англ. Caddoan) — індіанська мовна родина, налічує п'ять мов, які утворюють ланцюжок протягнутих з півночі на південь анклавів у преріях.
Мова каддо (кеддо) відрізняється від інших більше ніж вони між собою. Зараз вважається практично доведеною спорідненість каддоанської й ірокезької мовних сімей.

## Каддоанські мови
До сім'ї належать 5 мов: I. Північні каддоанські:
А. Павні-Китсаї
а. Китсаї
1. Китсаї (або кічаї) (†)
б. Павні
2. Арікара (або Рі)
3. Павні (говірки: Південний Бенд, Скірі (або Скіді, або Волф)): Б. Вічита
4. Вічита (говірки: Вічита правільна, Вейко (або Вако), Товаконі)
II. Південні каддоанські:
5. Каддо (говірки: Кадохадачо, Хасінаї, Натчиточес, Ятасі)
Китсаї мова зникла після входження китсаїв до народу вічита. Каддо, вічита й павні використовуються стариками у резерваціях у Оклахомі. Арікара використовується у Форт-Берхольд резервації у Північній Дакоті.
Каддо раніше мешкали у північно-східному Техасі, південно-західному Арканзасі й північно-західній Луїзіані й південно-східній Оклахомі. Павні раніше мешкали вздовж річки Платте у Небрасці.